# پائولو کامپوس (مربی فوتبال)
پائولو کامپوس (انگلیسی: Paulo Campos؛ زادهٔ ۲۰ فوریهٔ ۱۹۵۷) مربی فوتبال اهل برزیل است.